# Tiberio Fiorilli
Tiberio Fiorilli (eller Fiorelli), född 9 november 1608, död 7 december 1694, var en italiensk skådespelare.
Fiorelli var en berömd framställare av Scaramuccia i Commedia dell'arte. Han uppträdde länge i Paris och påstås ha varit Molières läromästare.

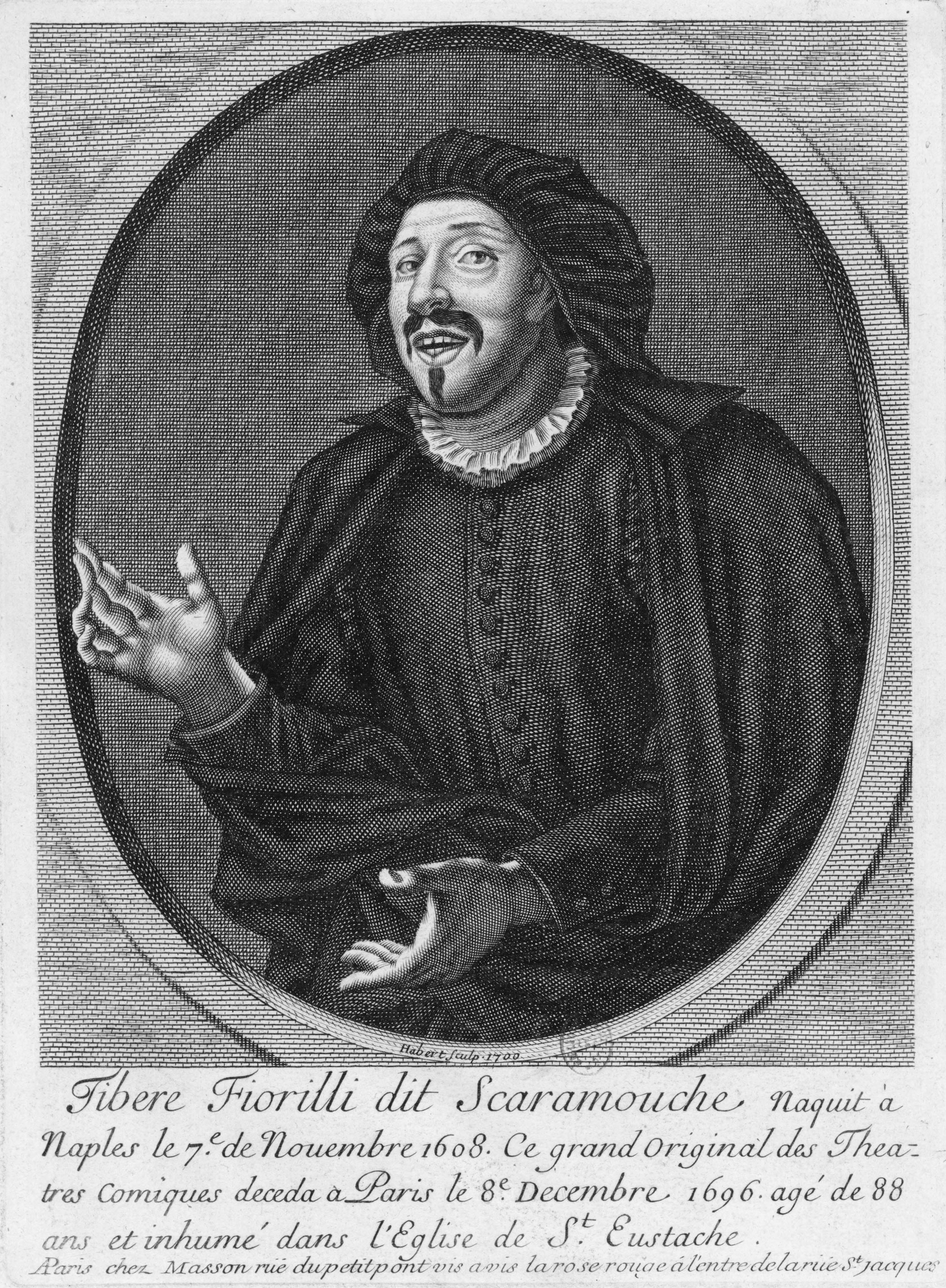
Tibere Fiorilli som Scaramuccia.